# パラオの在外公館の一覧

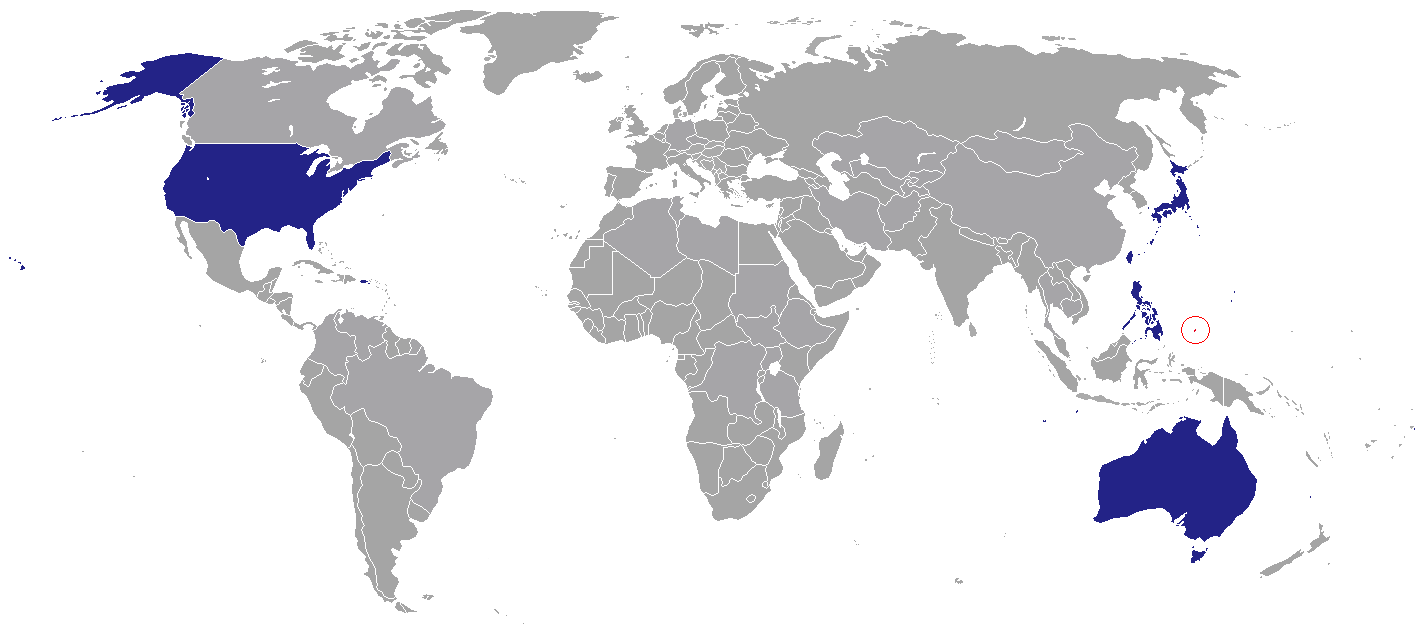
パラオの在外公館が設置されている国

パラオの在外公館の一覧では、パラオ共和国が設置している在外公館（外交使節団）を挙げる。パラオはアメリカ合衆国と自由連合盟約を締結している太平洋の島国であり、開設している在外公館の数は少ない。

## アジア
- 中華民国
  - 在中華民国大使館（台北）[1]
- 日本
  - 在日本大使館（東京）[2]
- フィリピン
  - 在フィリピン大使館（マニラ）[3]
- ベトナム
  - 在ハノイ総領事館

## 北アメリカ
- アメリカ合衆国
  - 在アメリカ合衆国大使館（ワシントンD.C.）[4]
  - 在グアム総領事館（タムニング）
  - 在サイパン総領事館（サイパン）

## ヨーロッパ
- ベルギー
  - 在ベルギー大使館（ブリュッセル）

## 国際機関代表部
- 国際連合
  - 国際連合代表部（ニューヨーク）[5]